# Delaforce
Delaforce Sons & Ca. – Vinhos, Lda. (kurz Delaforce) ist ein Hersteller und Handelshaus für Portweine mit Sitz in Vila Nova de Gaia in der Nähe des Anbaugebiets Alto Douro in Portugal. Das Unternehmen wurde 1868 gegründet und befindet sich im Eigentum der Real Companhia Velha.